# Athene Donald
Pour les articles homonymes, voir Donald.
Athene Donald, née le 15 mai 1953, est une chimiste et physicienne britannique. Elle est professeure de physique expérimentale et doyenne du département de physique de l'université de Cambridge.

## Biographie
Ancienne élève de Girton College, Athene Donald fait des études post-doctorales à l'université Cornell avant d'être nommée au Laboratoire Cavendish. Ses travaux concernent la physique de la matière molle. Elle étudie les polymères et colloïdes en développant de nouvelles techniques de microscopie électronique et de diffraction des rayons X.
Athene Donald est membre de la Royal Society depuis 1999 et est lauréate 2009 du Prix L’Oréal-UNESCO pour les femmes et la science « pour avoir contribué à démêler les mystères de la physique des matériaux désordonnés, allant du ciment à l'amidon ». Elle est membre du Conseil scientifique international de l'ESPCI ParisTech. Ancienne membre du Robinson College, elle est depuis 2014 "maitre" (Master) de Churchill College.
Elle est faite Dame commandeur de l'Ordre de l'Empire britannique (DBE) le 12 juin 2010, pour services rendus à la physique.